# Stefan Borselius
Stefan Borselius, född 1 september 1974, är en svensk möbelformgivare utbildad på konstfack i Stockholm. Formgivit aluminiumstolen Sting tillsammans med Fredrik Mattson. Tilldelades 2003 guldstolen för bästa produkt av föreningen Sveriges Arkitekter och 2004 priset Årets möbel för stolen Sting av tidskriften Sköna Hem.

## Produkter
- Sting, stol i aluminium (formgiven tillsammans med Fredrik Mattson)
- Snooze, stol (formgiven tillsammans med Fredrik Mattson)
- Peekaboo, fåtölj
- Airflake, ljudabsorbent
- Froda, spaljé